# Télévote
Ne doit pas être confondu avec Vote à distance.
 (février 2013).
Si vous disposez d'ouvrages ou d'articles de référence ou si vous connaissez des sites web de qualité traitant du thème abordé ici, merci de compléter l'article en donnant les références utiles à sa vérifiabilité et en les liant à la section « Notes et références ».
Le télévote est un procédé qui permet à des téléspectateurs de participer à une émission de télévision par le biais d'appels téléphoniques ou de SMS, l'un comme l'autre souvent surtaxés. Il s'agit pour les téléspectateurs de choisir entre plusieurs candidats ou interprètes, de façon à en éliminer ou qualifier.
Ce procédé est le principe du financement et du fonctionnement de la plupart des émissions télé-réalité, ainsi que d'autres concours musicaux, tels le Concours Eurovision de la chanson ou télé-crochets.